# Хайнрих I фон Гера
Хайнрих I фон Гера „Млади“ (на немски: Heinrich I Vogt von Gera, 'der Jüngere'; * ок. 1227; † между 1 юни 1269 и 1274) от фамилията Ройс е фогт на Гера (от 12 декември 1238 до 1269 г.), основател на „линията фон Гера“.
Той е вторият син на фогт Хайнрих IV фон Гера-Вайда († 1249/1250) и бургграфиня Юта фон Алтенбург († 1268), наследничка на Фогтсберг и Йолзниц, дъщеря на Алберт I фон Алтенбург († 1228/1229). Внук е на Хайнрих II фон Вайда „Богатия“ († пр. 1209) и Берта († 1209). Родителите му се развеждат през 1238 г., баща му влиза в Тевтонския орден, а майка му Юта основава след раздялата манастир Кроншвиц и става приорин.
През 1244 г. територията на фогтовете на Вайда се разделя на три фогтая „Вайда, Гера и Плауен“.
Хайнрих I фон Гера и брат му след смъртта на баща им разделят територията. Той става фогт на Гера, а брат му Хайнрих I „Стари“ († 1303) става фогт на Плауен (1249/50 – 1295/96).
След 1248 г. Хайнрих I фон Гера получава териториите Нордхалбен в Бавария и в Хоф от наследството на Андекс-Мерания.
Хайнрих I фон Гера е погребан в манастир Кроншвиц. Линията фон Гера измира през 1550 г.

## Фамилия
Хайнрих I фон Гера се жени 1247 г. за Лойкард фон Арншаугк-Хелдрунген († сл. 31 август 1279), внучка на Хайнрих фон Хелдрунген-Арншаугк († 1226), дъщеря на Хартман фон Хелдрунген († 1242). Те имат шест деца:
- Хайнрих II фон Гера Стари (* ок. 1254 † между 31 декември 1306 и 4 април 1311), фогт на Гера (1274 – 1306), женен на 27 март 1276 г. за Ирмгард (Леукард) фон Ваймар-Орламюнде († 1318)
- Мехтилд фон Гера († сл. 1309), омъжена на 18 юни 1295 г. в Анагни, Лацио, Италия, за роднината си Фридрих III фон Шьонбург († пр. 21 януари 1310)
- Хайнрих III фон Гера „Млади“ († 1310/3 август 1311), женен за фрайин фон Вайсенфелс (* 1226/1286)
- Хайнрих фон Гера († сл. 1 юни 1328 в свещен орден), тевтонски рицар
- Хайнрих фон Гера († сл. 1311), приор в Плауен (1304 – 1309)
- Леукард/Лукард фон Гера (* ок. 1264, Гера; † сл. 11 юли. 1351), омъжена за Херман II фон Кранихфелд (* ок. 1260; † сл. 1333)